# 영주댐

100m^{3}/s로 방류하는 영주댐

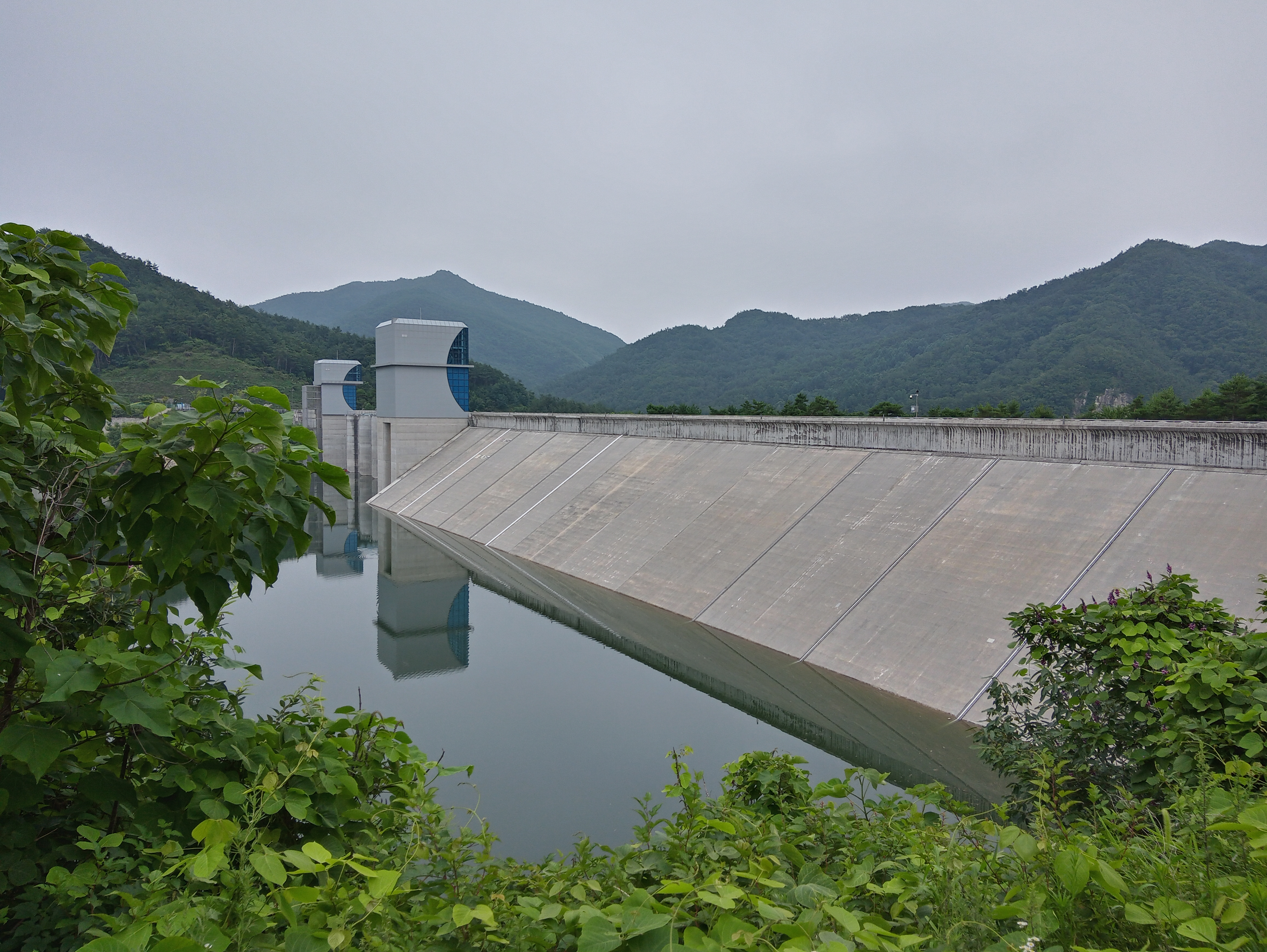
영주댐 뒷면

영주댐(榮州dam)은 경상북도 영주시 평은면 내성천에 위치한 다목적 댐이다. 4대강 정비 사업의 일환으로 2009년 12월 공사에 착수하여 2016년 12월 본댐을 준공하였다. 중형 댐으로 사업비는 1조 1천억 원이 투입되었다. 저수용량은 약 1억 8천만 톤 규모이다.
다른 도시나 시내로 나가지 않고 평은면 내로 이사가고자 하는 주민들을 위하여 영주호 이주단지가 건설되었다. 이 사업으로 인하여 평은면 소재지와, 중앙선 승문역 - 옹천역 구간이 수몰되었다.

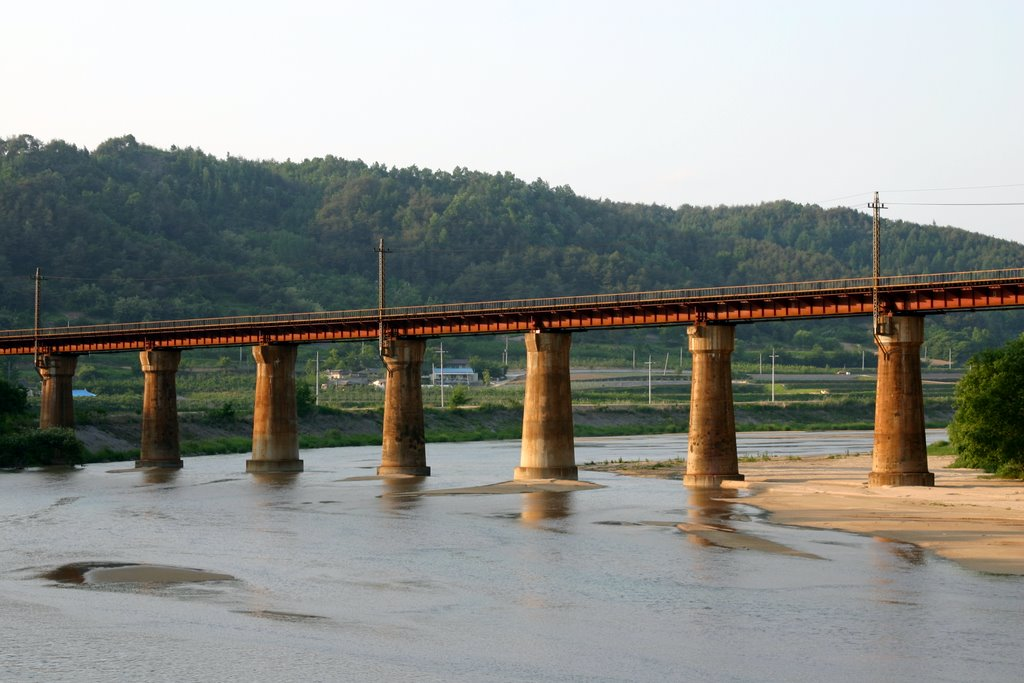
영주댐 수몰지역에 있던 중앙선 송리원철교 (2006년)

## 제원[1]
- 하천명: 내성천
- 위치: 경상북도 영주시 평은면 용혈리 973-1
- 유역면적: 500km2
- 연평균유입량: 316.6백만m3
- 유효저수용량: 160.4백만m3
- 총저수용량: 181.1백만m3
- 형식 : 복합댐
  - 좌안 : 콘크리트 중력식댐(193m)
  - 우안 : 콘크리트 표면차수벽형 석괴댐(207m)
- 사업기간: 2009. 12 - 2016. 12

### 유사조절지
- 위치 : 경북 영주시 이산면 신천리 산 38-8 (영주댐 상류 13km 지점)
- 길이 : 287m
- 높이 : 10m ~ 18.3m
- 형식 : 콘크리트댐식 고정보

## 연혁
- 1999 예비타당성 조사 : 이후 주민 및 정치권 반대로 무산
- 2009 착공
- 2016.12 준공
- 2019.09 발전 등 각종 설비 하자담보책임기간 종료 전 시험담수
- 2019.12 발전 등 각종 설비 하자담보책임기간 종료

## 갤러리

영주시 용혈리 미림교(영주댐에서 약 1.5km 하류)에서 본 내성천
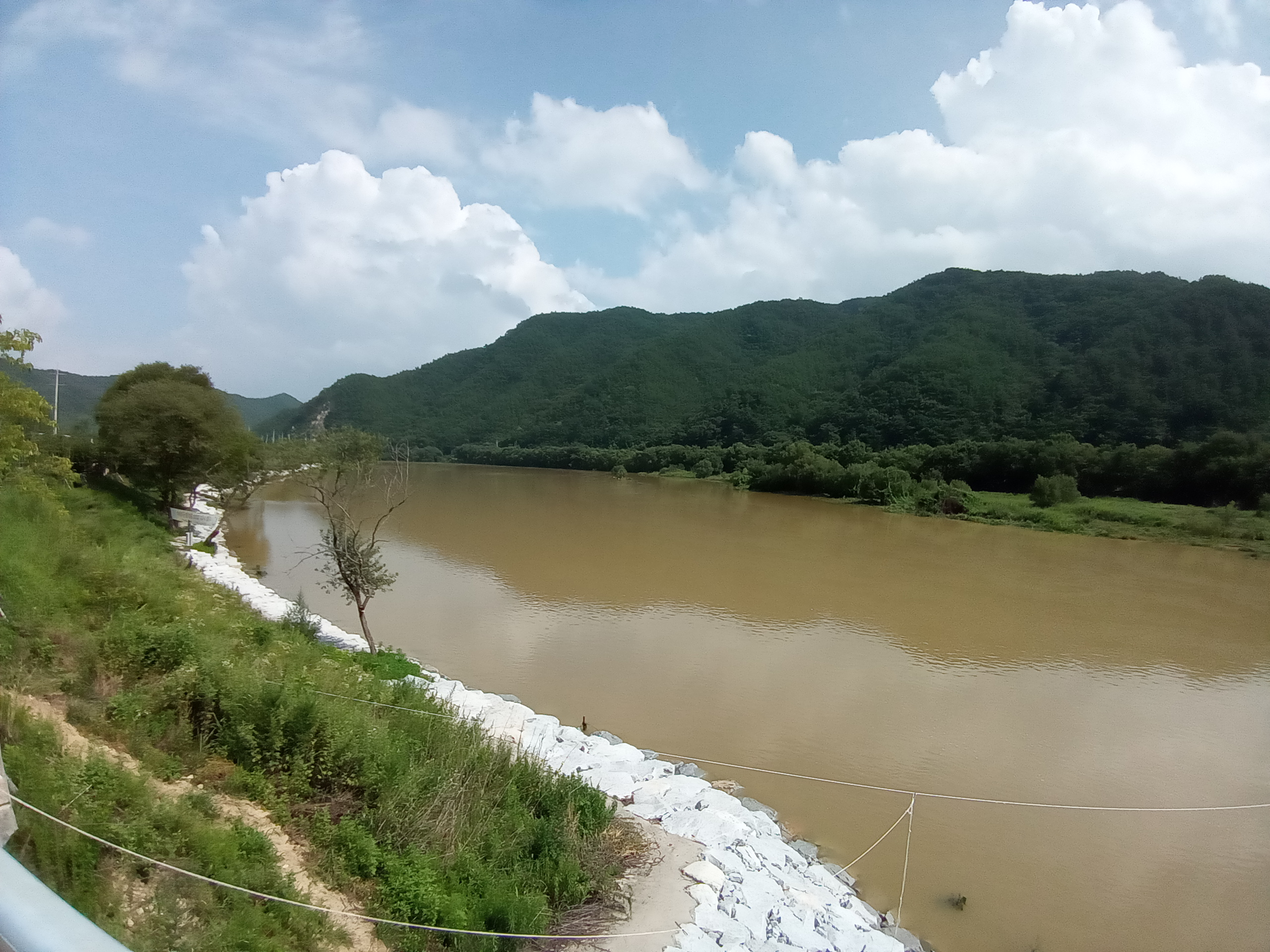
상류 방향(영주댐 방향). 장마 직후, 영주댐이 소량 방류 중이라 흙탕물이 흐르고 있음.
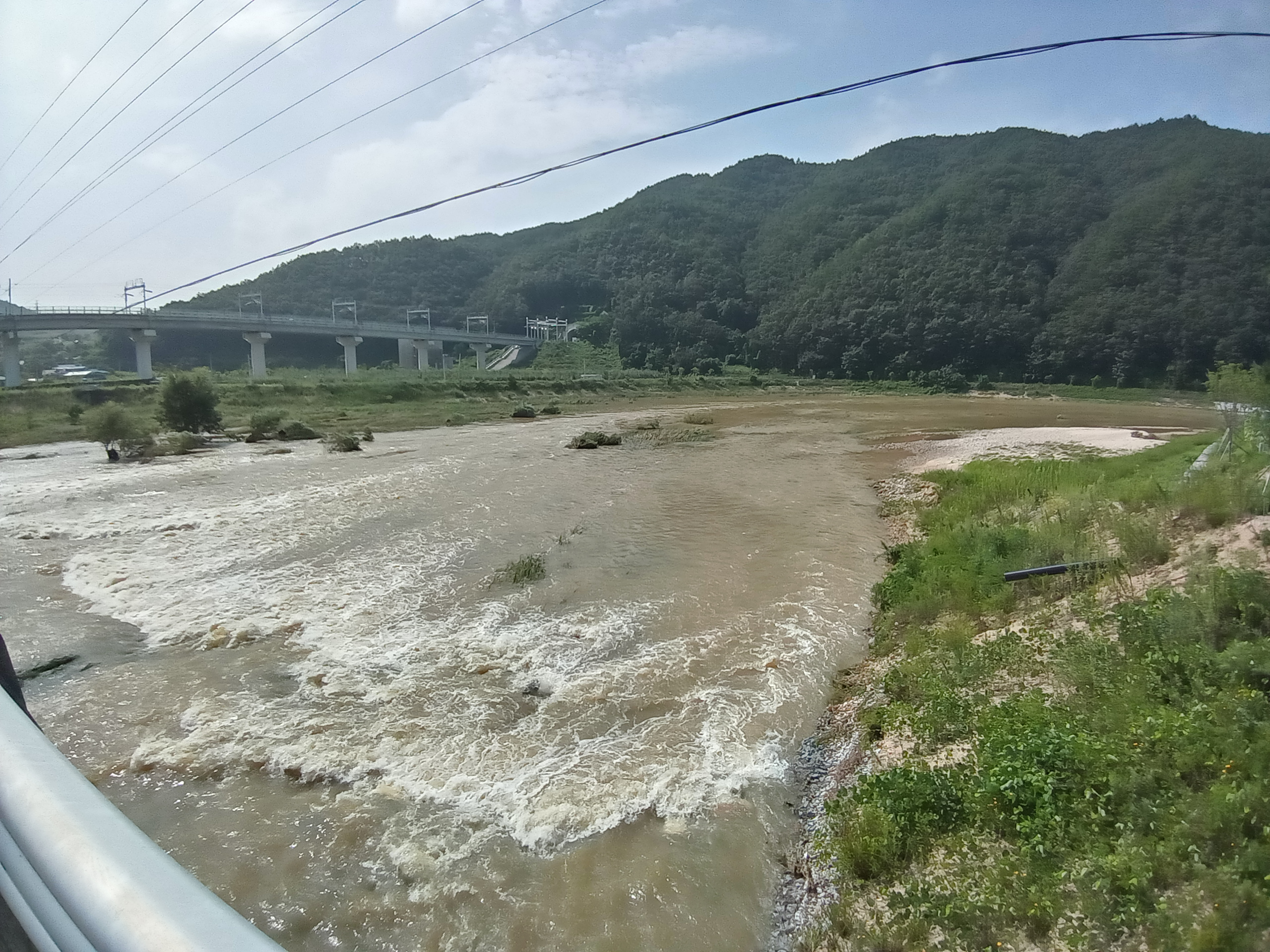
하류 방향

## 부정적 영향

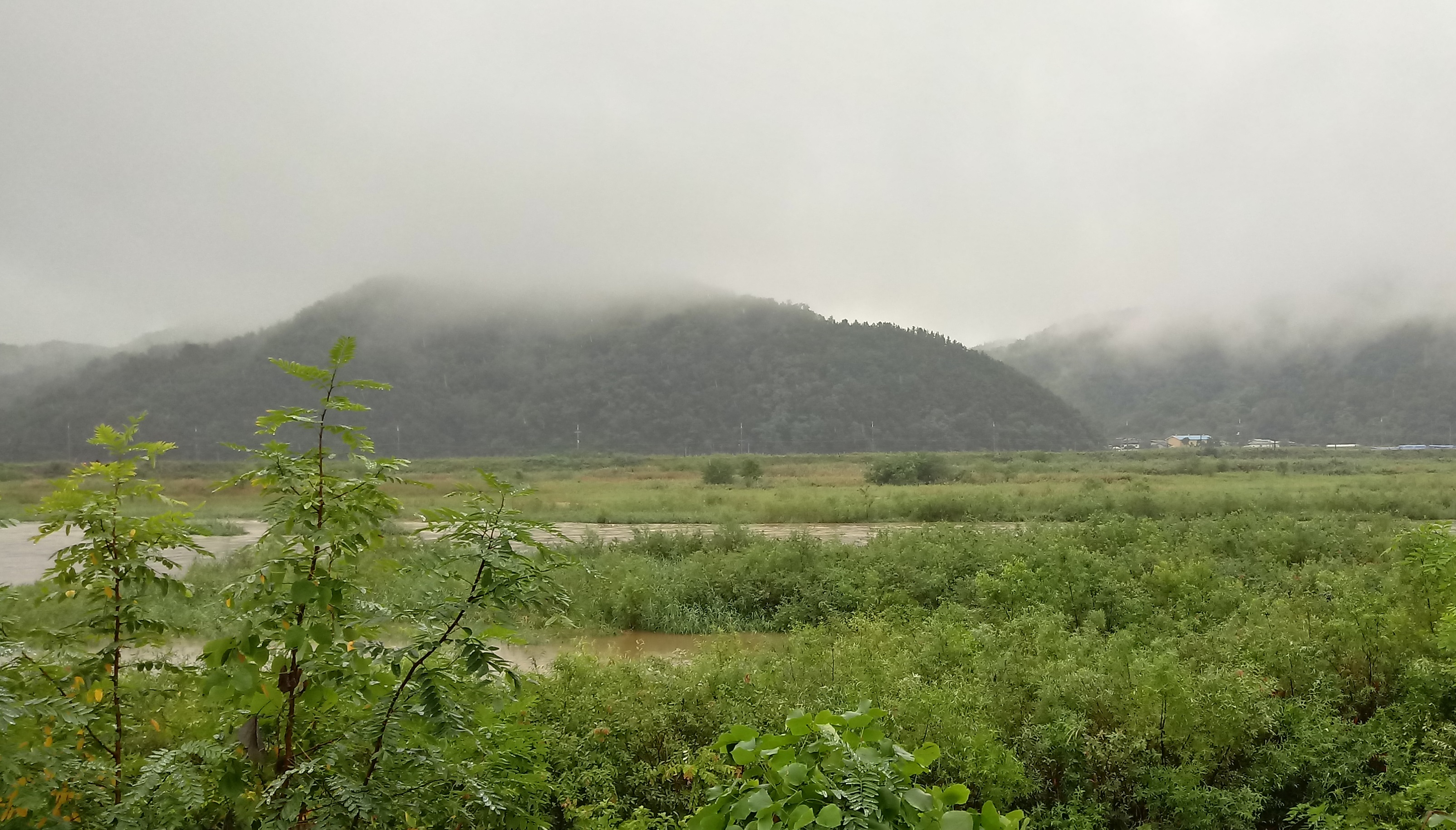
2018년 8월 내성천. 영주댐보다 하류인 영천군 상월리에서 촬영.

내성천의 물이 막히면서 녹조 현상이 심화되고 있다. 내성천의 모래밭은 자갈밭으로 변화하였으며, 흰수마자 등 다양한 생물종이 댐 건설 도중에 이미 큰 폭으로 감소하였다.
영주댐 건설로 인하여 면사무소와 평은초등학교가 있던 평은면 금광리·강동리 등 면의 중심 마을이 수몰되었다. 면사무소는 2011년 12월 7일 주민투표를 거쳐 위치를 확정한 뒤 2015년 3월 16일 평은리 영주호이주단지로 이전하였다.
영주댐 수몰 지역에는 도 지정 문화재로 지정된 괴헌고택 등이 위치하고 있었다. 고택들은 평은면 금광리 산73 일대에 모두 이전, 복원될 예정이다. 한편 2014년의 발굴조사에서 금강사(金剛寺) 터와 가마 터, 각종 건물 유구가 조사되었고, 구리 거울 등 청동기 시대부터 조선 시대까지의 유적이 다종다양하게 발견되었으나, 그 터는 모두 담수되었다.

## 참고 자료
- 국토교통부 (2016년 10월 24일). “영주다목적댐 준공…낙동강 수질개선·국민 물복지 증대”. 《대한민국 정책브리핑》. 2020년 7월 31일에 확인함.
- 뉴스타파 (2017년 9월 25일). “죽음의 댐”. 2020년 7월 31일에 확인함.
- 이상훈 (2019년 9월 18일). “영주댐 시험담수, 안전성 평가와 내성천 생태환경 종합진단”. 《환경부》. 2020년 7월 31일에 확인함.